# Bradybamon
Bradybamon är ett släkte av skalbaggar. Bradybamon ingår i familjen vivlar.
Kladogram enligt Catalogue of Life:
| Bradybamon | \| \| Bradybamon granicollis \| \| \| \| \| \| Bradybamon regularis \| \| \| \| \| \| Bradybamon swalei \| \| \| \| \| \| Bradybamon verrucicollis \| \| \| \| |
|            | \| \| Bradybamon granicollis \| \| \| \| \| \| Bradybamon regularis \| \| \| \| \| \| Bradybamon swalei \| \| \| \| \| \| Bradybamon verrucicollis \| \| \| \| |
|            | Bradybamon granicollis |
|            | |
|            | Bradybamon regularis |
|            | |
|            | Bradybamon swalei |
|            | |
|            | Bradybamon verrucicollis |
|            | |